# Withypool
Withypool is een plaats en civil parish in het bestuurlijke gebied Taunton Deane, in het Engelse graafschap Somerset met 230 inwoners.